# Berlinale 1996
La Berlinale 1996, 46e édition du festival international du film de Berlin (46. Internationalen Filmfestspiele Berlin), s'est tenue du 13 au 24 février 1996.

## Jury
- Nikita Mikhalkov  Russie, président du jury
- Gila Almagor  Israël
- Vincenzo Cerami  Italie
- Joan Chen  États-Unis
- Ann Hui  Hong Kong
- Peter Lilienthal  Allemagne
- Jürgen Prochnow  Allemagne
- Claude Rich  France
- Fay Weldon  Royaume-Uni
- Catherine Wyler  États-Unis
- Christian Zehnder  Suisse

## Sélections

### Compétition
La sélection officielle en compétition se compose de 24 films.
- L'Armée des douze singes (12 Monkeys) de Terry Gilliam  États-Unis
- Les Filles (Csajok) d'Ildikó Szabó  Hongrie
- La Dernière Marche (Dead Man Walking) de Tim Robbins  États-Unis
- Le Village de mes rêves (E no naka no boku no mura) de Yōichi Higashi  Japon
- Éxtasis de Mariano Barroso  Espagne
- Ma femme me tue (Faithful) de Paul Mazursky  États-Unis
- Get Shorty de Barry Sonnenfeld  États-Unis
- Jeon Tae-il (Areumdaun cheongnyeon Jeon Tae-il) de Park Kwang-su  Corée du Sud
- Les Menteurs d'Élie Chouraqui  France
- La Beauté des choses (Lust och fägring stor) de Bo Widerberg  Suède
- Mahjong  (Májiàng) d'Edward Yang  Taïwan
- Mary Reilly de Stephen Frears  États-Unis
- Mon homme de Bertrand Blier  France
- Portland de Niels Arden Oplev  Danemark
- Le Don du roi (Restoration) de Michael Hoffman  États-Unis
- Richard III de Richard Loncraine  Royaume-Uni
- Ri guang xia gu de He Ping  Chine
- Raison et Sentiments (Sense and Sensibility) d'Ang Lee  Royaume-Uni
- Stille Nacht de Dani Levy  Allemagne
- Taiyang you er de Yim Ho  Hong Kong
- Un été à La Goulette de Férid Boughedir  Tunisie
- Le Jour du chien (Vite strozzate) de Ricky Tognazzi  Italie
- What I Have Written de John Hughes  Australie
- La Semaine sainte (Wielki tydzień) d'Andrzej Wajda  Pologne

### Hors compétition
4 films sont présentés hors compétition.
- Une nuit en enfer (From Dusk till Dawn) de Robert Rodriguez
- Week-end en famille (Home for the Holidays) de Jodie Foster
- My Mother's Courage de Michael Verhoeven
- Nixon d'Oliver Stone

## Palmarès
- Ours d'or : Raison et Sentiments (Sense and Sensibility)
- Ours d'argent spécial : Andrzej Wajda pour sa contribution au cinéma
- Ours d'argent (Grand prix du jury) : Lust och fägring stor de Bo Widerberg
- Ours d'argent du meilleur acteur : Sean Penn pour La Dernière Marche (Dead Man Walking)
- Ours d'argent de la meilleure actrice : Anouk Grinberg pour Mon homme
- Ours d'argent du meilleur réalisateur : ex aequo Richard Loncraine pour Richard III et Ho Yim pour Taiyang you er
- Ours d'argent pour une performance individuelle remarquable : Yōichi Higashi pour Le Village de mes rêves
- Ours d'or d'honneur : Elia Kazan et Jack Lemmon
- Caméra de la Berlinale : Chingiz Aitmatov, Sally Field, Jodie Foster, Astrid Henning-Jensen et Volker Noth